# Drosophila septentriosaltans
Drosophila septentriosaltans este o specie de muște din genul Drosophila, familia Drosophilidae, descrisă de Magalhaes și William Russel Buck în anul 1962.
Este endemică în Columbia. Conform Catalogue of Life specia Drosophila septentriosaltans nu are subspecii cunoscute.